# Пол, Николас
Николас Пол (англ. Nicholas Paul; род. 22 сентября 1998 года в Гаспарильо, Тринидад и Тобаго) — тринидадский профессиональный трековый велогонщик, специализирующийся в спринте.

## Карьера
6 сентября 2019 года молодой велогонщик установил мировой рекорд на дистанции 200 метров с ходу на Панамериканском трековом чемпионате в боливийской Кочабамбе. Его он преодолел за 9.1 секунду. Этот результат более, чем на две сотые секунды перекрыл предыдущее достижение француза Франсуа Первиса, показанное в 2013 году.
На Олимпийских играх в Токио Пол был одним из фаворитов в коронной дисциплине спринт. Тринидадец уверенно прошел в четвертьфинал, где по итогам двух заездов оказался сильнее Дениса Дмитриева. Однако из-за допущенного нарушения судьи аннулировали второй результат Пола. Они устроили дополнительный третий заезд, в котором сильнее оказался россиянин. После утешительной гонки он занял шестое место.

## Выступления на Олимпиадах
| Год  | Место проведения | Спринт | Кейрин |
| 2020 | ОИ Токио         | 6      | DSQ    |